# Филатов Хутор
Филатов Хутор — поселок в Клинцовском районе Брянской области в составе Смолевичского сельского поселения.

## География
Находится в западной части Брянской области на расстоянии приблизительно 1 км на северо-запад по прямой от районного центра города Клинцы.

## История
Упоминается с начала XX века. В советские времена в хуторе была школа, около хутора большой яблоневый и грушевый сад. 

## Население
Численность населения: 2 человека (2002), 2 человека (2010), 1 человек (2013).
Будет упразднен как фактически не существующий в связи с переселением всех жителей на постоянное место жительства в другие населённые пункты